# Fritz Keller (Priester)
Fritz Keller, auch Friedrich Keller (* 27. Dezember 1891 in Köln; † 15. Mai 1943 in Aachen)  war ein deutscher römisch-katholischer Priester, Pfarrer, Widerstandskämpfer gegen den Nationalsozialismus und Märtyrer.

## Leben

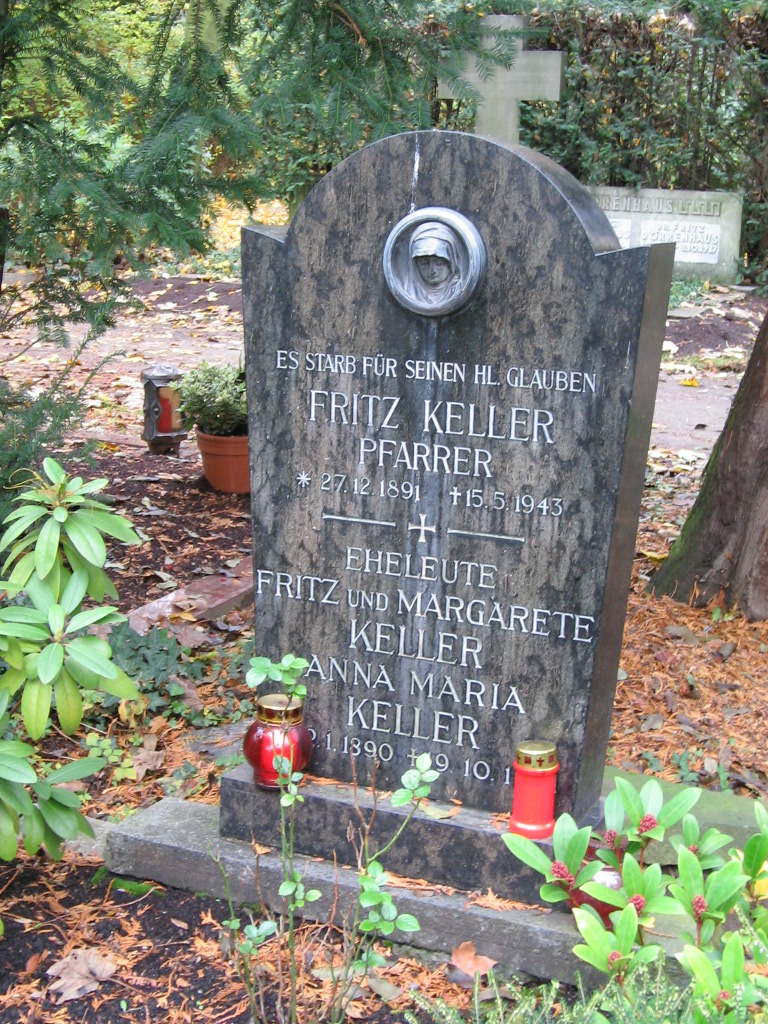
Grabstein für Fritz Keller auf dem Melaten-Friedhof in Köln

Keller war Artilleriesoldat und Offizier und wurde im Ersten Weltkrieg mit dem Eisernen Kreuz I. Klasse ausgezeichnet. Nach seiner Entlassung aus dem Militärdienst 1918 studierte er Theologie und wurde Mitglied der KDStV Novesia Bonn. Mit 29 Jahren wurde er 1921 zum Priester geweiht. Keller war langjähriger Kolpingpräses in Düren und Kaplan an der dortigen Stadtpfarrkirche St. Anna. Schon 1933 kam es zu Zusammenstößen mit der NSDAP, als er die Kolpingfamilie über das Buch Mein Kampf aufklärte. Da der Gesellenverein verboten wurde, rief Keller im Frühjahr 1933 die Nachtwallfahrt der Männer von Düren aus zum Gnadenbild nach Heimbach ins Leben, die bis 2014 stattfand. An seinem 69. Todestag, dem 15. Mai 2012, wurde am Papst-Johannes-Haus, in der Nähe seines ehemaligen Arbeitsplatzes, eine Gedenktafel eingeweiht.
1937 wurde er zum Pfarrer im Stolberger Ortsteil Atsch ernannt.
Aufgrund seiner katholischen Überzeugung und seines Widerstandes gegen den Nationalsozialismus wurde Fritz Keller mehrfach von der Gestapo verhaftet. Ab dem 15. Dezember 1941 war er im Pfarrerblock des KZ Dachau inhaftiert. In der dortigen medizinischen Forschungsstation des KZ-Arztes und Tropenmediziners Claus Schilling wurde er als Versuchsobjekt für Malariainfektionen missbraucht. Seine Entlassung aus dem KZ erfolgte am 9. Oktober 1942, doch wurde er weiterhin in Haft behalten und am 14. Januar 1943 vom Aachener Amtsgericht freigesprochen. Bereits am 19. April des Jahres wurde er vom Landgericht in Aachen wiederum zu einer Geldstrafe von 150 Reichsmark verurteilt und in „Schutzhaft“ genommen. Am 15. Mai 1943 starb Pfarrer Keller im Aachener Gefängnis.

## Wirkung und Andenken
Die katholische Kirche nahm Pfarrer Fritz Keller im Jahr 1999 als Glaubenszeugen in das deutsche Martyrologium des 20. Jahrhunderts auf.
In Atsch, seit 1935 Ortsteil von Stolberg, wurde die Pastor-Keller-Straße nach ihm benannt, in der das Pfarrhaus liegt.
In Düren, wo er von 1927 bis 1937 in der Pfarrei St. Anna tätig war, trägt seit 1950 der Fritz-Keller-Weg neben dem ehemaligen Kolpinghaus, dem heutigen Posthotel, seinen Namen.